# الیکایی حنایی
الیکایی روفوس (نام علمی: Cinnycerthia unirufa) نام یک گونه از سرده الیکایی‌های آند است.